# Gert Bastian
Gert Bastian (München, 26 maart 1923 – Bonn, 1 oktober 1992) was een Duitse generaal en politicus van Die Grünen.
In 1941 sloot Bastian zijn middelbareschooltijd af met een noodexamen. Hij nam vrijwillig dienst in de Wehrmacht en diende tot het eind van de Tweede Wereldoorlog, toen hij in Beieren in Amerikaanse krijgsgevangenschap kwam. Van 1946 tot 1948 volgde hij een opleiding tot boekbinder. In 1956 nam Bastian dienst bij de net opgerichte Bundeswehr en kreeg er de rang van Oberleutnant. Hij maakte carrière en voerde als generaal-majoor tussen 1976 en 1980 het commando over de twaalfde pantserdivisie van de Bundeswehr in Veitshöchheim.
Bastian was een tegenstander van het NAVO-dubbelbesluit en werd vanaf 1980 actief in de vredesbeweging. Bij deze activiteiten leerde hij ook Petra Kelly kennen, met wie hij een relatie aanging.
In 1981 richtte Bastian met een aantal oud-generaals van de NAVO de vereniging Generaals voor de Vrede op, waarvan later bleek dat deze door de Stasi, de geheime dienst van de DDR, werd aangestuurd. Tussen 1983 en 1987 was Bastian voor Die Grünen parlementariër in de Bondsdag.
Op 19 oktober 1992 werden Bastian en zijn partner, Petra Kelly, dood gevonden in hun woning in Bonn. Bastian had eerst Kelly in haar slaap doodgeschoten en vervolgens de hand aan zichzelf geslagen. De exacte datum van overlijden kon niet worden vastgesteld; er wordt van uitgegaan dat Bastian en Kelly op 1 oktober 1992 overleden zijn. De Duitse feministe Alice Schwarzer schreef hierover in 1994 het boek Eine tödliche Liebe: Petra Kelly und Gert Bastian.

## Militaire loopbaan
- Offiziersanwärter: 1941
- Fahnenjunker: 1 augustus 1941
- Oberleutnant: 1956
- Brigadegeneral: 1 april 1974
- Generalmajor: 1 oktober 1976

- Bibsys: 90192049
- Bibliothèque nationale de France: cb120211022 (data)
- CiNii: DA02869820
- Gemeinsame Normdatei: 118507087
- International Standard Name Identifier: 0000 0001 0892 7001
- Library of Congress Control Number: n82096614
- Nationale Bibliotheek van Israël: 987007437065905171
- Nederlandse Thesaurus van Auteursnamen: 069626057
- Réseau des bibliothèques de Suisse occidentale: 02-A002975396
- Système universitaire de documentation: 028359666
- Virtual International Authority File: 44311511
- WorldCat: E39PBJp9tCVytRj3drJM9JK8G3